# The Land Before Time VI: The Secret of Saurus Rock
The Land Before Time VI: The Secret of Saurus Rock (En busca del valle encantado 6: El secreto de la roca del saurio en España, y La tierra antes del tiempo VI: El secreto de la roca del dinosaurio en Hispanoamérica) es una película estadounidense de animación de 1998 dirigida por Charles Grosvenor y producida por Universal Studios, perteneciente a la franquicia En busca del valle encantado.

## Sinopsis
En el lejano horizonte del Gran Valle se encuentra la misteriosa Roca del Saurio y los pequeños gemelos Dinah y Dana corren para encontrarla. Es tarea de Piecito, Cera, Púas, Petrie traerles de vuelta. La leyenda dice que la Roca del Saurio mantienen la mala suerte fuera del Gran Valle. ¿Será esto verdad? 

## Reparto y doblaje
| Personaje                        | Voz en inglés      | Voz en español          |
| -------------------------------- | ------------------ | ----------------------- |
| Piecito                          | Thomas Dekker      | Chelo Molina            |
| Cera                             | Anndi McAfee       | Adelaida López          |
| Patito                           | Aria Noelle Curzon | Yolanda Pérez Segoviano |
| Petrie                           | Jeff Bennett       | Iván Muelas             |
| Abuela de Piecito                | Miriam Flynn       | Matilde Conesa          |
| Señor Trescuernos, padre de Cera | John Ingle         | Antonio Esquivias       |
| Abuelo de Piecito                | Kenneth Mars       | José Ángel Juanes       |
| Púas                             | Jeff Bennett       | Juan José López Lespe   |
| Dana                             | Sandy Fox          | Pilar Martín            |
| Dinah                            | Nancy Cartwright   | Beatriz Berciano        |
| Doc                              | Kris Kristofferson | Paco Hernández          |

## Especies de animales que aparecen durante la película
- Apatosaurus
- Triceratops
- Stegosaurus
- Saurolophus
- Pteranodon (No era un dinosaurio)
- Corythosaurus
- Maiasaura
- Allosaurus
- Brachiosaurus
- Tyrannosaurus

- Datos: Q2301435